# Khu tự quản
Khu tự quản (tiếng Anh: municipality, tiếng Pháp: municipalité) thông thường là một phân cấp hành chính tại đô thị có địa vị hội đồng tự quản và thường thường có quyền lực của một chính quyền tự quản hay thẩm quyền tự quản. Trong tiếng Anh, thuật từ municipality cũng được sử dụng để chỉ cơ quan chính quyền của một khu tự quản. Khu tự quản có thể là đô thị hay nông thôn và là địa khu dành cho mục đích tổng thể (general-purpose district), khác biệt với các loại địa khu dành cho mục đích đặc biệt (special-purpose district), ví dụ như khu học chánh là địa khu đặc biệt dành cho mục đích giáo dục, khu bưu chính là địa khu đặc biệt dành cho dịch vụ thư tín, khu quốc hội là địa khu đặc biệt dành cho mục đích bầu cử một đại biểu quốc hội. Thuật từ tiếng Anh "municipality" được lấy từ tiếng Pháp "municipalité" và tiếng Latin "municipalis".